# Svartrocken
Svartrocken är ett seriealbum om pälsjägaren Buddy Longway författat av serieskaparen Claude de Ribaupierre (f. 1944), mer känd under sin pseudonym Derib. Det gavs ut i original 1985 och året efter även på svenska. Översättningen är gjord av av Lennart Hartler.
Serien återutgavs 2022 i samlingsvolymen Lång väg hem, med albumen Den vilda vinden, Svartrocken, Hooka-Hey och Det sista mötet. Dennaa volym är översatt av Stefan Carlsson.

## Handling
Buddy Longway reser med nybyggarparet Comonczyoch etnolgen Xavier Baron. Mariska Comonczy är höggravid och mitt ute på prärien får Buddy förlösa henne. Familjelyckan är total, men Buddy blir påmind om att hans egen familj är splittrad och undrar om de någonsin kommer att återförenas.
Mariska känner att hon behöver röra på sig, lämnar barnet till Gregor och går för att samla ved. Hon blir bortrövad av kråkindianerna och Buddy och Gregor rider efter för att förhandla med dem. Gregor spelar på sin fiol och byter den mot sin fru.
När de lämnar lägret blir de förföljda av någon. Och de följande dagarna försvinner mat och en häst. Buddy gillrar en fälla och det visar sig att den okände är en förvirrad vit man som tappat minnet. Han har bott hos Kråkindianerna en längre tid. Xavier Baron känner dock igen mannen som fader Morin, en präst han träffat hos en stam indianer. Xavier Baron var där för att lära sig mer om deras levnadssätt, fader Morin för att döpa dem.
Fader Morin återfår minnet, men efter sin tid hos kråkindianerna börjar han tvivla på sitt kall till präst. När de hamnar mitt i en strid mellan armén och en indianstam och Xavier Baron blir dödad fattar han sitt beslut att återvända till kråkindianerna. Armén och de lokala nybyggarna saknar respekt för indianernas intressen och svåra konflikter har uppstått. Paret Comonczy har dock fått insikt i indianernas situation.
Buddy fortsätter sin resa för att hitta sin hustru och dotter.

### Återkommande karaktärer
- Gregor Comonczy
- Mariska Comonczy
- Xavier Baron

## Utgåvor
- Derib (Claude de Ribaupierre) (1986). Svartrocken. Buddy Longways äventyr ; 14. Översättning: Lennart Hartler (1. uppl.). Stockholm: Carlsen/if. Libris 7404929. ISBN 9151044854
- Derib (2022). Lång väg hem. Buddy Longway samlade äventyr ; 4. Översättning: Stefan Carlsson (1:a upplagan). Trosa: Cobolt. Libris m201f86vk0j4f2rv. ISBN 9789180580045